# Transdermale pleister
Een transdermale pleister is een doseringsmiddel voor de toediening van geneesmiddelen. De pleister wordt voor dat doel op de huid geplakt. De werkzame stoffen in de pleister worden opgenomen door de huid en komen zo in de bloedbaan terecht.